# Minniza rollei
Minniza rollei är en spindeldjursart som beskrevs av Lodovico di Caporiacco 1936. Minniza rollei ingår i släktet Minniza och familjen Olpiidae. Inga underarter finns listade i Catalogue of Life.